# Medaile Za zásluhy o diplomacii

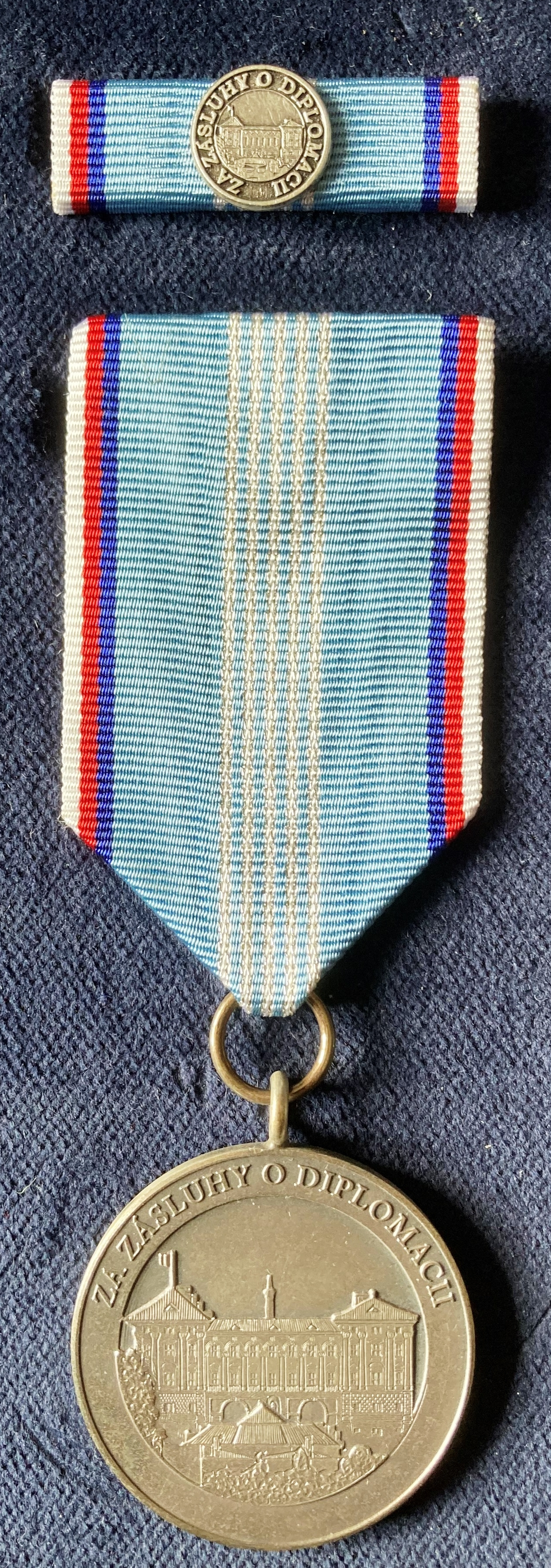
Medaile ministra zahraničních věcí Za zásluhy o diplomacii

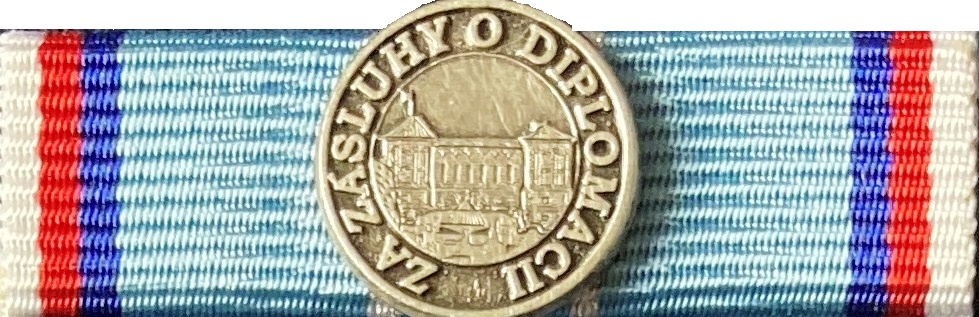
stužka Medaile ministra zahraničních věcí Za zásluhy o diplomacii

Medaile Za zásluhy o diplomacii je ocenění udělované Ministerstvem zahraničních věcí České republiky fyzické nebo právnické osobě za zásluhy o rozvoj diplomacie a zahraničních vztahů České republiky zřízené roku 2018 a udílené od roku 2019.

## Kritéria
Při výběru navrhované osoby se zohledňuje mimořádný nebo dlouhodobý přínos pro českou diplomacii, pro českou zahraniční politiku, nebo mimořádné zásluhy při rozvoji mezinárodních vztahů mezi Českou republikou a jinými státy nebo mezinárodními organizacemi.

## Popis
Ocenění tvoří medaile, odznak, diplom a etue. Medaile má kulatý tvar o průměru 35 mm a je ražena ze stříbra. Na lícové straně medaile je vyobrazen Černínský palác a text „Za zásluhy o diplomacii“. Na rubové straně jsou vyobrazeny stylizovaná zeměkoule překrytá obrysem mapy České republiky a logo Ministerstva zahraničních věcí a vyryto evidenční číslo. Medaile je zavěšena na tříbarevné stuze. Medaile je doplněna odznakem ze stříbra o velikosti 12 mm, který je zdrobnělinou lícové strany medaile.

## Vybraní nositelé
Roku 2022 ocenění obdrželo Vojenské zpravodajství „za vynikající práci vojenských zpravodajců, kteří pomáhají doma i v zahraničí bojovat v konfliktech a bez nichž by žádná policejní a vojenská mise úspěšně neproběhla“. Již dříve bylo oceněno Ředitelství speciálních sil AČR, Útvar rychlého nasazení PČR, či Vojenská policie ČR.  Mezi oceněné osobnosti patří Madeleine K. Albrightová, Karel Schwarzenberg, Michael Žantovský, Jiří Dienstbier, Magdaléna Vášáryová, František X. Halas, Miloš Kaláb, Lord George Robertson, Javier Solana, či Klaus Kinkel.